# Boldog (Heves)
Pour les articles homonymes, voir Boldog.
Boldog est un village et une commune du comitat de Heves en Hongrie.